# Gastón Bernardou
Gastón Bernardou (Buenos Aires, Argentina, 16 de noviembre de 1967), apodado El Francés, es un músico de rock argentino. Es el percusionista y uno de los fundadores de Los Auténticos Decadentes. 
Fundó la banda en el año 1986, junto a Gustavo Parisi (voz), Jorge Serrano (guitarra y voz), Daniel Zimbello (guitarra) y Gustavo Montecchia (batería).
En 2017 fue jurado de la competencia del Festival de Viña del Mar.
En 2021 es parte de la versión chilena de Masterchef Celebrity.